# St Laurence (Bradford-on-Avon)

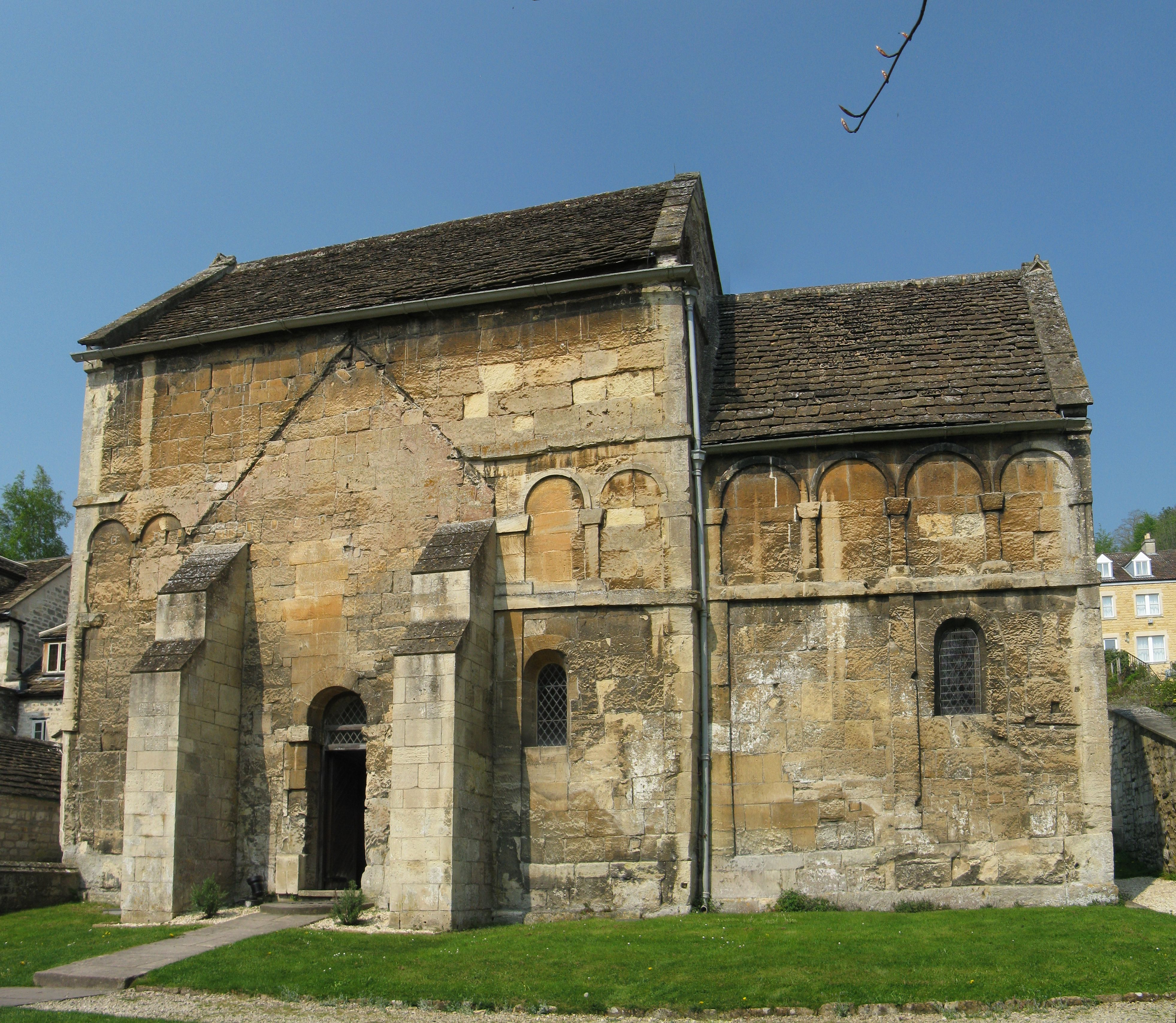
Blick auf die Südseite mit dem nur noch in Resten vorhandenen Südportikus

St Laurence, auch St Laurence’s church und gelegentlich auch St Lawrence, ist eine kleine Kirche in der Ortschaft Bradford-on-Avon in der englischen Grafschaft Wiltshire. Das Gebäude ist eines der ganz wenigen, bei denen die angelsächsische Struktur aus der Erbauungszeit so gut wie unverändert erhalten ist. Ihr Patrozinium bezieht sich auf den  hl. Laurentius von Rom.

## Baugeschichte
Der Chronik Gesta regum anglorum des Wilhelm von Malmesbury kann entnommen werden, dass in Bradford-on-Avon etwa um das Jahr 700 eine ecclesiola gegründet wurde. Als Abt wird der hl. Aldhelm von Sherborne genannt. Obwohl die Identität dieser Erwähnung mit St Laurence nicht nachgewiesen ist, wurde doch erkannt, dass die Bauzeit des unteren Teils etwa um 700 liegt, eine Aufstockung wurde um 1000 vorgenommen. Der Bau geriet in Vergessenheit, er diente u. a. als Gärtnerwohnung, Armenschule und Beinhaus. Rund um den Bau wurden Häuser und Ställe ergänzt. Erst im 19. Jahrhundert wurde er wieder als angelsächsisch erkannt und renoviert, wobei die vorgenommenen Ergänzungen späterer Jahrhunderte entfernt wurden. Der Bau ist heute als Grade-I-Bauwerk gelistet.

## Baubeschreibung

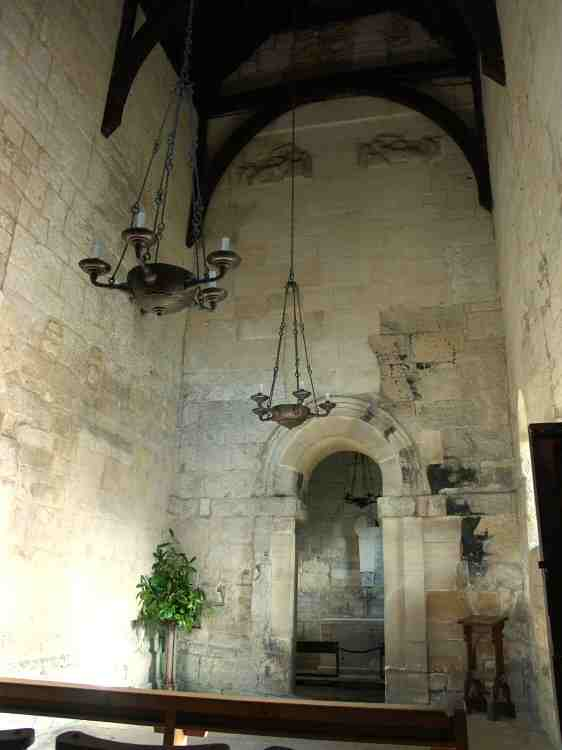
Blick in das hohe Kirchenschiff Richtung Chor mit den beiden Engelfiguren oben im Chorbogen

Die kleine Kirche besteht heute aus drei Bauteilen – ursprünglich waren es vier. Die beiden Hauptbestandteile sind das einschiffige Langhaus und der Chor auf der Ostseite. Dazu kommt der noch vorhandene Portikus auf der Nordseite. Der südliche ist nicht mehr vollständig, er ist das fehlende Bauteil. Die ursprüngliche Höhe des Südportikus kann noch an den Spuren der einstigen Bedachung erkannt werden. Alle Bauteile sind nur durch ungewöhnlich enge Portale verbunden, sie wirken fast voneinander isoliert.
Das Äußere der Fassade wird von einem Blendbogenfries mit Pilastern und angedeuteten Mauerstreifen gegliedert, die gewisse Ähnlichkeiten mit anderen angelsächsischen Kirchen Englands haben. Große und entsprechend aufwändigere Kirchen aus der Zeit vor 1066 sind in England nicht erhalten.
Im Inneren der Kirche fallen zunächst die ungewöhnlichen Proportionen auf. Langhaus und Chor sind sehr hoch ausgeführt, ihre Höhe liegt über der Länge der Bauteile. Auch im Inneren wurde auf Schmuck fast völlig verzichtet. Lediglich weit über dem Chorbogen sind zwei Engel angefügt. Sie können Überreste einer größeren Kreuzigungsgruppe gewesen sein. Eine ähnliche aus der Zeit findet sich in Romsey Abbey.
Obwohl sehr einfach, gilt die Kirche doch als eine der bedeutendsten ihrer Art in England und als, wenn auch karges, Kleinod.